# Marienhospital Arnsberg

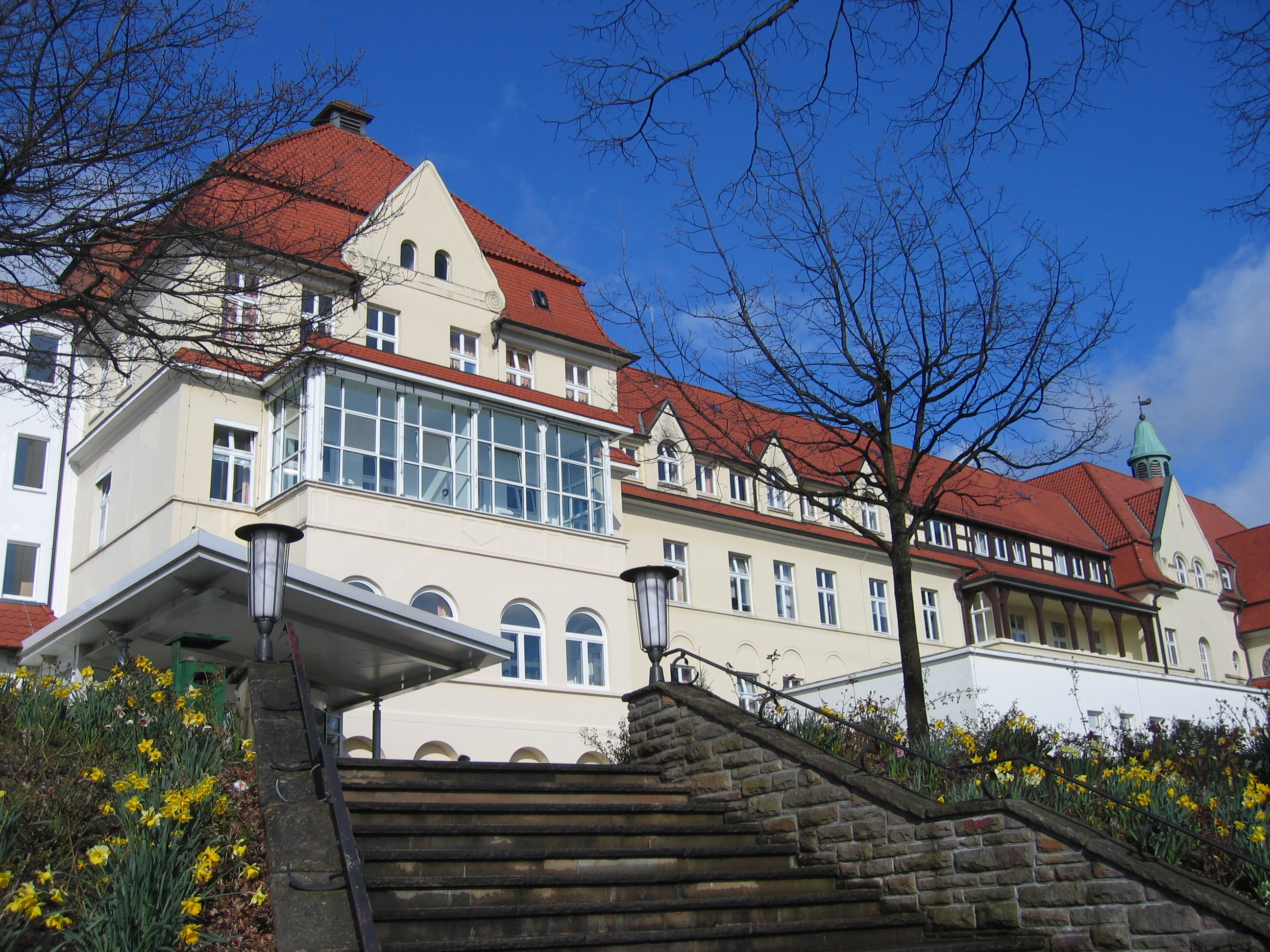
Marienhospital

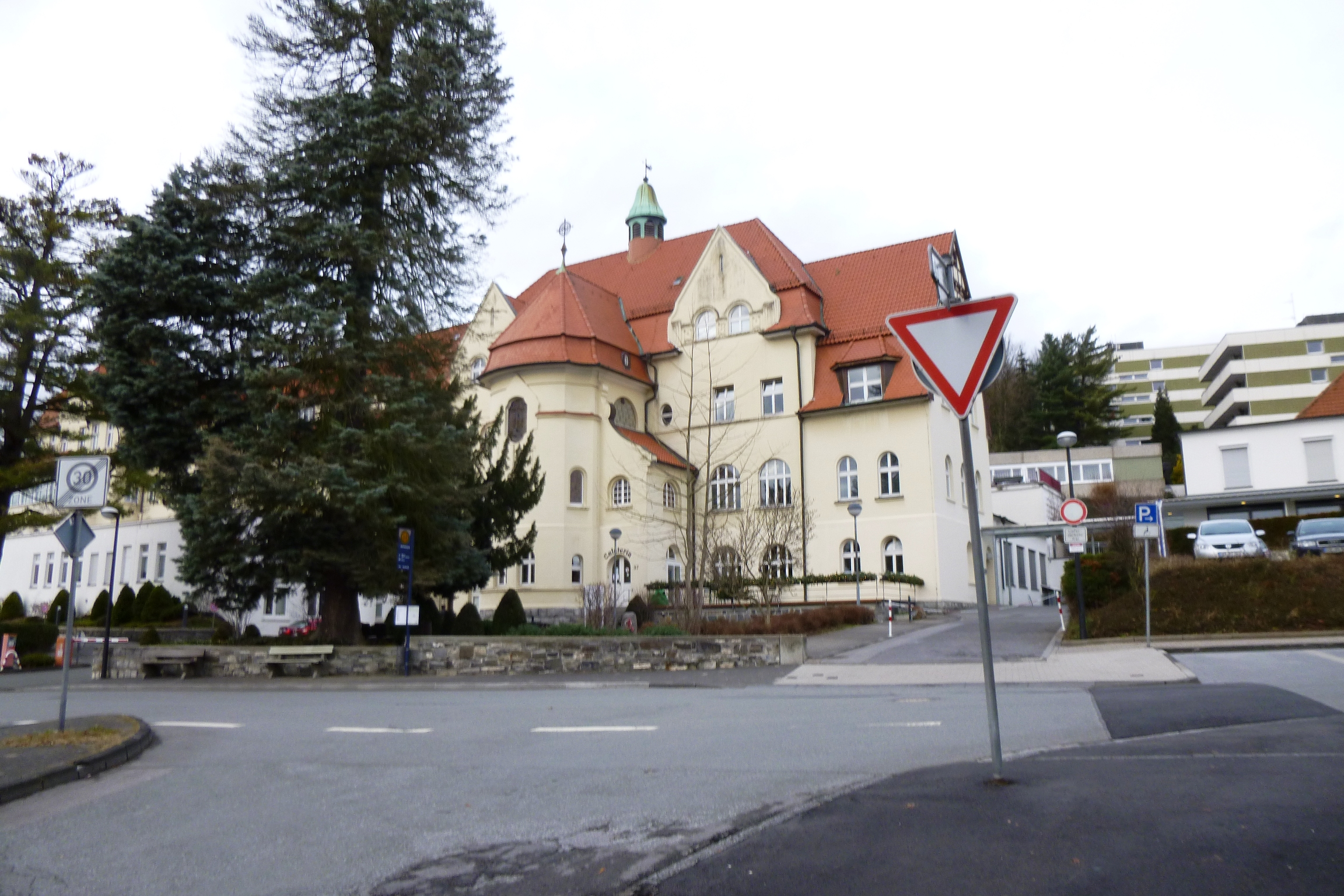
Östlicher Teil mit Kapelle

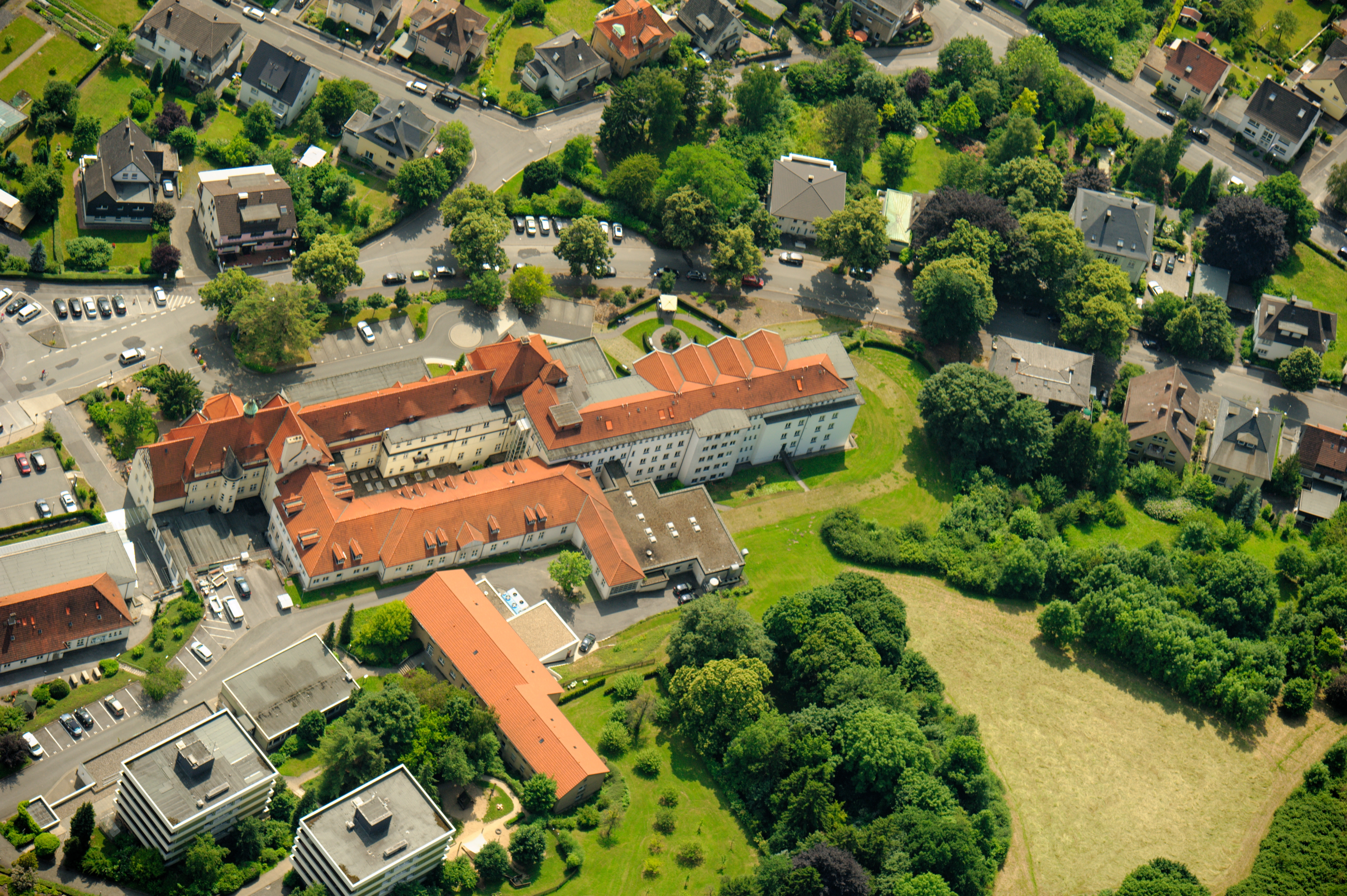
Luftbild (2013)

Das Marienhospital war ein Krankenhaus in Arnsberg. Zuletzt war das Marienhospital Teil des Klinikums Hochsauerland, bevor es am 29. August 2023 geschlossen wurde. In seinem Kern ist es ein denkmalgeschützter Krankenhausbau. Das Klinikum Hochsauerland plante eine Nachnutzung als Lehr- und Simulationskrankenhaus, die inzwischen jedoch verworfen wurde.

## Geschichte und Baubeschreibung
Ein Frauenverein begann 1838 mit der Pflege von Kranken und richtete 1839 in einem Flügel des Landsberger Hofes eine Krankenstation ein. Die Versorgung der Kranken wurde von Clemensschwestern übernommen. Da die räumliche Situation unzureichend war, zog die Krankenstation in ein Haus am Hanstein (später Kolpinghaus) um. Auch dieses Gebäude erwies sich als unzureichend und die finanzielle Lage des Frauenvereins ließen eine Fortführung des Krankenhauses nicht zu. Längere Zeit prüfte die Stadt verschiedene Möglichkeiten, bis sie 1856 den Dückerschen Hof für die Einrichtung eines städtischen Krankenhauses erwarb. Das Gebäude wurde umgebaut und 1857 als Marienhospital eröffnet. Neben Kranken wurden auch pflegebedürftige Alte und Waisenkinder aufgenommen. Im Jahr 1857 gründete die katholische Kirchengemeinde die Ave-Maria-Stiftung zur finanziellen Unterstützung.
Auch der Dückersche Hof erwies sich bald als unzureichend. Im Jahr 1907 wurde damals weit außerhalb der Stadt unter dem Lüsenberg ein Neubau errichtet. Der Architekt Langenberg kam aus Kassel. Die veranschlagten Baukosten von etwa 300.000 Mark reichten nicht aus. Insgesamt kostete der Bau fast 600.000 Mark. Die Defizite wurden durch die Ave-Maria-Stiftung und ein Darlehen der katholischen Kirchengemeinde aufgebracht. In einem Vertrag sagte die Stadt zu, den katholischen Charakter des Krankenhauses zu bewahren. Das Kuratorium bestand aus städtischen und kirchlichen Vertretern.
Das Krankenhaus war nach den damals modernsten medizinischen Erkenntnissen erbaut und eingerichtet worden. Der Bau wurde in einem für diese Zeit typischen Sanatoriumsstil mit Anklängen an den Jugendstil erbaut. Die verschiedenen Gebäudeteile sind lebhaft gestaffelt und individuell gegliedert. Besonders der Laubenteil neben der Krankenhauskapelle ist auffällig. Die Kapelle selbst ragt teilweise aus dem Gesamtbau vor und weist einen konkav-konvexen Chorabschluss aus. Im Inneren ist die Kapelle neobarock gestaltet. Von der originalen Ausstattung ist nur noch wenig erhalten. Neben der Kapelle befindet sich der frühere Haupteingang. Das neobarocke Portal ist aufwendig gestaltet und weist über dem reichen zweiflügeligen Oberlichttürblatt das Arnsberger Stadtwappen auf.
Das Krankenhaus war etwas überdimensioniert, so dass Zimmer im oberen Stockwerk an Touristen vermietet werden konnten. Während des Ersten Weltkrieges diente das Haus als Lazarett. Während der 1930er-Jahre wurden mehrere neue Fachabteilungen eingerichtet, so dass das Haus bald zu klein wurde. Eine Geburts- und Frauenklinik wurde im Dückerschen Hof eingerichtet. Auch im Zweiten Weltkrieg diente das Gebäude als Lazarett. Zusätzlich wurden mehrere Gebäude in Hilfslazarette umgewandelt. Am Ende des Krieges wurde der Bau durch Bomben beschädigt.
Baulich und von der medizinischen Ausstattung her befand sich das Haus nach dem Krieg in einem schlechten Zustand. Im Jahr 1952 wurde das Haus erweitert und der Altbau renoviert. Aus finanziellen Gründen kam es nicht zum Abriss des alten Gebäudes. Stattdessen wurde das Westbettenhaus angebaut. Hinzu kamen Röntgenabteilung und ein Isolierhaus. In den 1960er-Jahren wurden noch zwei Schwesternwohnheime errichtet. Im Jahr 1972 kam der Neubau der chirurgischen Ambulanz und ein Labor hinzu. Auch in den folgenden Jahrzehnten kam es noch zu baulichen Veränderungen, Modernisierungen und Renovierungen. Der Altbau wurde etwa 2003 völlig renoviert. Seit 1985 ist der Altbau in der Arnsberger Denkmalliste eingetragen. 
Im Jahr 2011 kam es zur Fusion des Marienhospitals mit dem St.-Johannes-Hospital in Neheim und dem Karolinen-Hospital in Hüsten zum Klinikum Arnsberg, im Jahr 2018 nach Fusion mit dem St.-Walburga-Krankenhaus in Meschede zum Klinikum Hochsauerland. Ende August 2023 wurde der reguläre Krankenhausbetrieb im Marienhospital eingestellt. Die Fachabteilungen für Unfallchirurgie, Orthopädie und Neurochirurgie haben ihren neuen Standort im Klinikum Hochsauerland am Karolinen-Hospital gefunden. Die Klinik für Innere Medizin mit Schwerpunkt Diabetologie, Rheumatologie & Endokrinologie hat ihren Betrieb am St. Johannes-Hospital aufgenommen.